# フジリコ
『フジリコ』は、1999年10月1日から2002年3月29日まで日本テレビ系列局で放送された読売テレビ製作のバラエティ番組である。放送時間は毎週金曜 24:07 - 24:42 （JST、後に24:35 - 25:05へ移動）、日本テレビ系全国ネットの深夜番組放送枠『ZZZ』金曜第1部の番組として放送。

## 出演者

### レギュラー
- 藤井隆
- 遠藤章造（ココリコ）
- 田中直樹（ココリコ）
- ほか

### ナレーター
- 森川智之

## スタッフ
- ディレクター：於久賢仁／鈴木康浩
- 構成：山名宏和、遠藤みちスケ、高橋ナツコ、福田雄一、石原健次
- リサーチ：渡辺匠
- カメラ：橋口和利、田草川成人
- 音声：阿久津守、沖田一亮
- 編集：樋口学
- MA：白井康之
- 音効：井澤利幸
- CG：小学館ミュージック&デジタル エンタテイメント
- メイク：摩乃聖子
- スタッフ協力：ディレクターズ・ウェーブ／コックスプロジェクト、フルタイム、プロセンスタジオ、LOOP
- 協力：吉本興業
- 制作協力：ワイズビジョン
- AP：勝田恒次・宇野祐司（共にワイズビジョン）、市岡秀晃（吉本興業）
- プロデューサー：武野一起（ワイズビジョン）／岡本昭彦（吉本興業）
- チーフプロデューサー：白岩久弥（ワイズビジョン）／小石川伸哉 → 富田求（ytv）
- 制作著作：よみうりテレビ

## 主な企画
- 未来戦士 サイボーグ00
- H-1 GRAND PRIX - 女性にスピード早着替えを行わせる企画。制限時間1分以内に終わらせると、余った秒数×1,000円が贈呈される。着替えの際に仕切りなどは用意されておらず、ブラジャーやパンツが見えるとその部分を「CRASH!」の文字で映像処理していた。
- FPI
- オシリキック OK!
- ホストクラブ “ニューキャッスル”
- 秘密の花園 レディコミキング - 田中と藤井がレディコミ研究会の会員に、遠藤が作家の担当者に扮し、レディコミ作家の下を尋ねて苦労話を聞く企画。最後には、田中と藤井の似顔絵を描いてもらっていた。
- タイム食60 - 60分以内に何軒の店のオススメ、あるいは指定された料理を食べられるか競う企画。3人は番組特製のタイマーを背負っており、終了を知らされた直後、最下位にはタイマーから電気ショックが流される。なお、お店の人がご厚意で料理を大盛りにしてくれたり、デザート等を追加で持ってきてくれた場合、それも完璧に食べ切らなければならない。
- フジリコ・ブギ〜失恋喫茶“ピットイン”の物語〜 - ゲストの女性タレントに失恋体験談を語らせる企画。その後には思い出の曲を歌唱するが、その際にはバックにスクールメイツが登場し、サビの部分で藤井と田中がメイツと共に踊るのがお約束だった。

## エンディングテーマ
- SWING & RUN（YOUNG PUNCH）
- HEART OF THE SUN（エレキハチマキ）：2000年7月7日 - ?
- AGE OF ZERO! （ASTRODYNAMICS）
- VAGUE BLESS YOU （SABER TIGER）：2001年1月 - 3月
- MISSING WORD （face to ace）：2001年10月 - 12月
- あなたがここにいて欲しい（PENPALS）：2002年1月 - 2002年3月29日